# Apocalypse (gruppo musicale)
Gli Apocalypse sono un gruppo progressive rock brasiliano.

## Formazione
- Eloy Fritsch - tastiere
- Ruy Fritsch - chitarra
- Chico Fasoli - batteria
- Gustavo Demarchi - voce
- Magoo Wise - basso

## Discografia
- 1991 - Apocalypse
- 1995 - Perto do Amanhecer
- 1996 - Aurora dos Sonhos
- 1997 - Lendas Encantadas
- 1998 - The Best of Apocalypse Compilation
- 2001 - Apocalypse Live in USA Live album
- 2003 - Refugio
- 2004 - Magic
- 2007 - Apocalypse Live in Rio Live album
- 2008 - The Bridge of Light Live album

## DVDs
- 2007 - Apocalypse Live in Rio

## Compilation
- 1989 - Circuito de Rock Canzone: "Só Você"
- 1996 - Le Melleur du Progressif Instrumental Canzone: "Notre Dame"
- 1999 - Rio Art Rock Festival Canzone: "Corta"
- 2001 - ProgDay Encore Canzoni: "Corta", "Jamais Retornarei", "Clássicos"
- 2002 - Margen - Music From the Edge Vol. l6 Canzone: "Refúgio"